# Melissa Hortman

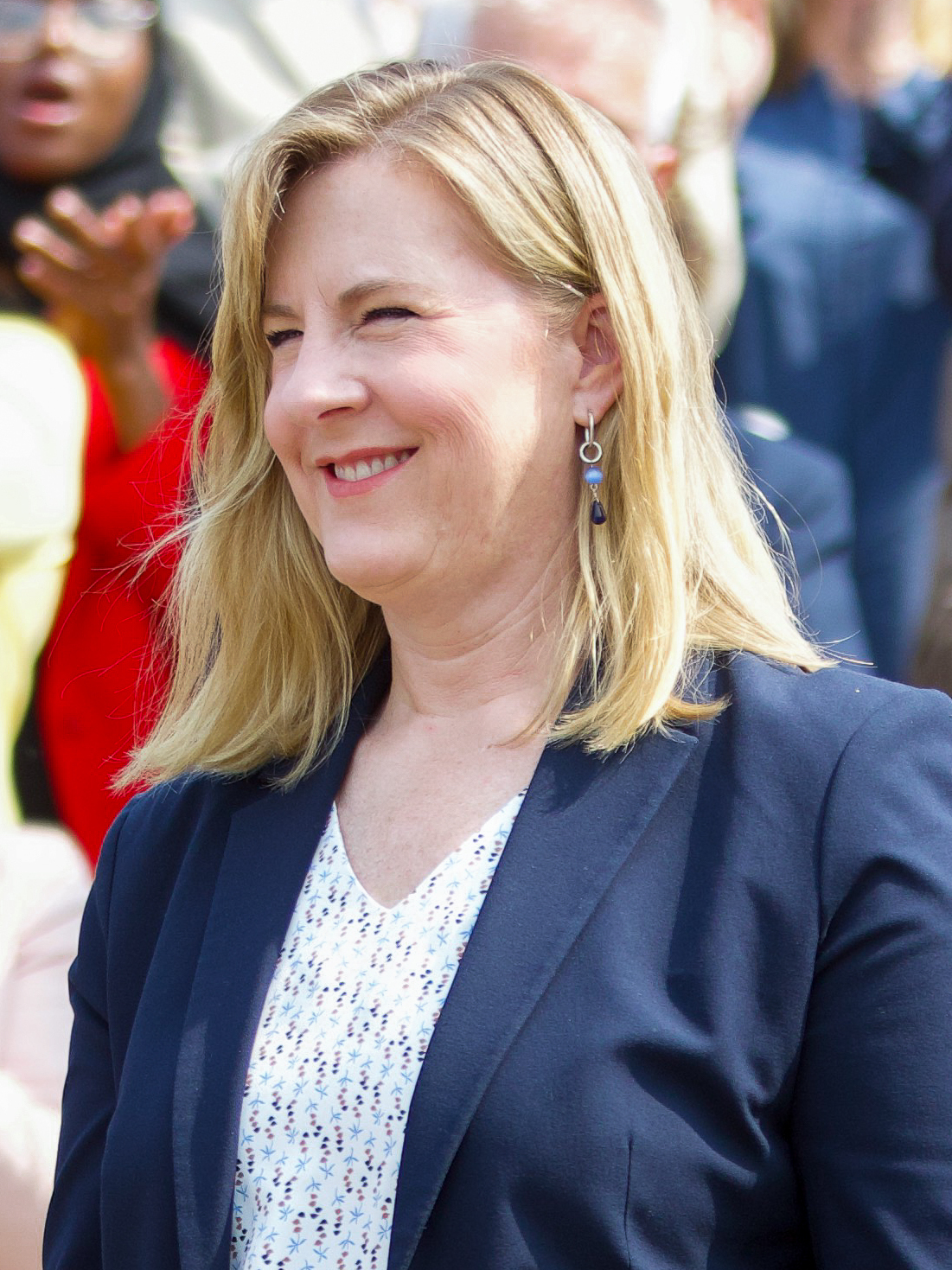
Melissa Hortman, 2023

Melissa Anne Hortman, geb. Haluptzok (* 27. Mai 1970 in Fridley, Minnesota; † 14. Juni 2025 in Brooklyn Park, Minnesota), war eine US-amerikanische Politikerin der Minnesota Democratic-Farmer-Labor Party (DFL). Sie war ab 2005 Abgeordnete im Repräsentantenhaus von Minnesota und von 2019 bis 2025 dessen Sprecherin.

## Leben
Melissa Hortman wurde am 27. Mai 1970 unter dem Namen Melissa Anne Haluptzok in Fridley im Bundesstaat Minnesota geboren.
Sie wuchs in Spring Lake Park und Andover auf. Im Alter von zehn Jahren interessierte sie sich für eine politische Laufbahn, als sie die Berichterstattung über die Präsidentschaftswahlen 1980 verfolgt hatte.
Haluptzok machte 1988 ihren Abschluss an der Blaine High School in Blaine, Minnesota.
Als Praktikantin arbeitete sie im US-Senat für Al Gore und John Kerry.
Hortman war während ihres Jurastudiums als Referendarin für Richter John Sommerville tätig.
Hortman schloss 1995 die juristische Fakultät an der University of Minnesota ab.
1997 erlangte sie erstmals öffentliche Aufmerksamkeit, als sie als Anwältin in einem Fall tätig gewesen war, in dem es um Diskriminierung durch Vermieter auf dem Wohnungsmarkt ging. Für ihren Mandanten erwirkte sie eine zivilrechtliche Entschädigung in Höhe von 490.181 US-Dollar, die damals die höchste Entschädigung in dieser Art in der Geschichte des Staates war.
2004 wurde sie erstmals in das Repräsentantenhaus von Minnesota gewählt. In ihrem Wahlkreis, der die Stadt Brooklyn Park umfasst, gelang ihr zehn Mal die Wiederwahl. Von 2017 bis 2019 war sie Minderheitsvorsitzende (Minority Leader) der Demokraten im Regionalparlament. Nachdem die Demokraten 2018 in der Mehrheit waren, wurde sie dessen Sprecherin und blieb dies bis 2025. Bei dieser Wahl kam es zu einem Sitzgleichstand zwischen Demokraten und Republikanern. Im Zuge eines Abkommens beider Fraktionen folgte ihr die Republikanerin Lisa Demuth als Sprecherin nach, während Hortman bis zu ihrem Tod als Fraktionsvorsitzende (DFL Caucus Leader) Teile der Kompetenzen des Sprechers beibehielt.

## Persönliches
Sie war mit Mark Hortman verheiratet und hatte zwei Kinder.
Melissa Hortman wurde 55 Jahre alt.

## Mordanschlag
Am frühen Morgen des 14. Juni 2025 fielen Melissa Hortman und ihr Ehemann Mark Hortman einem Anschlag zum Opfer. Sie wurden in ihrem Haus in Brooklyn Park mutmaßlich von Vance Boelter (geboren 1967) erschossen. Er hatte sich an der Tür des Einfamilienhauses als Polizist ausgegeben. Im nahegelegenen Ort Champlin hatte er mutmaßlich eineinhalb Stunden zuvor den Senator von Minnesota, John Hoffman, und dessen Ehefrau Yvette angegriffen und mit Schüssen schwer verletzt. Für beide Taten wird ein politisches Motiv angenommen.
Nach einem Schusswechsel mit der eintreffenden Polizei, die alarmiert durch das erste Attentat präventiv zu den Hortmans gefahren war, flüchtete Boelter zu Fuß. In einem sichergestellten Fahrzeug in der Einfahrt des Anwesens, das optisch einem regulären Polizeifahrzeug glich, fanden Ermittler neben mehreren Sturmgewehren ein Notizbuch, in dem 70 potenzielle Zielpersonen, darunter neben Hortman und Hoffman auch der amtierende Gouverneur Tim Walz sowie „Abtreibungsanbieter, prominente Befürworter des Abtreibungsrechts und Abgeordnete in Minnesota und anderen Bundesstaaten“ verzeichnet waren.
Als Tatverdächtiger wurde Vance Luther Boelter identifiziert, ein 57-jähriger Geschäftsmann und bekennender Evangelikaler, der in der Gastronomie und für private Sicherheitsfirmen tätig war. Gemeinsam mit seiner Frau leitet der eigenen Angaben zufolge 1993 zum Geistlichen geweihte Boelter außerdem eine evangelikale Nichtregierungsorganisation namens Revoformation Ministries; er predigte unter anderem entschieden gegen das Abtreibungsrecht und die Rechte von LGBTQ-Personen. 2016 wurde er vom damaligen Gouverneur von Minnesota, Mark Dayton, in das Governor's Workforce Development Board berufen, ein 60-köpfiges, unbezahltes Beratungsgremium zur Gesetzgebung. 2019 wurde er von dessen Nachfolger Tim Walz für eine vierjährige Amtszeit wiederbestellt. In diesem Gremium befanden sich auch die späteren Opfer Hoffman und Hortman.
Die Strafverfolgungsbehörden setzten eine Belohnung von 50.000 US-Dollar für Hinweise aus, die zur Ergreifung des Täters führen.
Vance Luther Boelter wurde am Abend des 15. Juni nach einer etwa 43-stündigen Großfahndung in der Nähe seines Wohnorts Green Isle (Sibley County) festgenommen und ins Hennepin County Jail in Downtown Minneapolis gebracht.